# مضواء
المضواء أو الفوتومتر هو آداة لقياس قوة الضوء أو الخصائص البصرية من الحلول أو السطوح. وتستخدم لقياس:
- الاستضاءة
- التشعيعية
- امتصاص الضوء
- تشتت الضوء
- انعكاس الضوء
- الفلورية
- الفسفورية
- الضيائية

## مبدأ أداة قياس شدة الضوء
معظم أدوات قياس الضوء تكشف عن الضوء مع الثنائي الضوئي أو المضخم الضوئي. لتحليل الضوء بعد أن مرت عليه من خلال مرشح أو من خلال مستوحد اللون لتحديد أطوال موجية محددة أو لتحليل التوزيع الطيفي للضوء.